# كويلة قصيرة الفك
كويلة قصيرة الفك (الاسم العلمي: Coilia brachygnathus) (بالإنجليزية: Yangtse grenadier anchovy)‏ هي نوع من الأسماك تتبع جنس الكويلة من الفصيلة البلمية.